# Hamadryas kingii
Hamadryas kingii là một loài thực vật có hoa trong họ Mao lương. Loài này được Hook.f. miêu tả khoa học đầu tiên năm 1845.